# Kevin Brownlow
Kevin Brownlow (2 de junio de 1938, Crowborough , Sussex, Inglaterra) es un cineasta, historiador de cine, documentalista de televisión -productor, autor, y ganador del Premio Óscar. Brownlow es conocido por su trabajo documentando la historia de la era del cine mudo. Brownlow se interesó por el cine mudo a la edad de once años. Este interés se convirtió en una carrera documentando y restaurando películas. Él ha rescatado a muchas películas mudas. Su iniciativa de entrevistar a muchos en el olvido. la película de los pioneros de edad avanzada en los años 1960 y 1970, conserva un legado del cine. Brownlow recibió un Óscar honorífico dado por la Academia de Artes y Ciencias Cinematográficas el 13 de noviembre de 2010.

## Filmografía
- Nine, Dalmuir West (1962)
- It Happened Here (1966)
- Abel Gance: The Charm of Dynamite  (1968)
- Winstanley (1975)
- Hollywood (1979)
- Millay at Steepletop (1983)
- Unknown Chaplin (1983)
- Buster Keaton: A Hard Act to Follow (1987)
- Harold Lloyd: The Third Genius (1989)
- D.W. Griffith: Father of Film (1993)
- Cinema Europe: The Other Hollywood (TV series 1996)
- Universal Horror (1998)
- Lon Chaney: A Thousand Faces (2000)
- The Tramp and the Dictator (2002)
- Cecil B. DeMille: American Epic (2004)
- So Funny It Hurt: Buster Keaton & MGM (2004)
- Garbo (2005)
- I'm King Kong!: The Exploits of Merian C. Cooper (2005)

## Premios y reconocimientos
Premios Óscar
| Año  | Categoría        | Resultado |
| ---- | ---------------- | --------- |
| 2011 | Óscar honorífico | Ganador   |